# The Most Interesting Man in the World
The Most Interesting Man in the World («Самый Интересный Человек в Мире») — семнадцатая серия двенадцатого сезона мультсериала «Гриффины». Премьерный показ состоялся 13 апреля 2014 года на канале FOX.

## Сюжет
Питер смотрит телевизор, в это время Лоис собирается пойти на стрельбище с Бонни. Лоис просит во время её отсутствия сходить со Стьюи в парк, провести с ним время, как отец проводит время с сыном. Питер нехотя соглашается. Однако, уже через несколько минут пребывания в парке Питеру становится очень скучно и он уходит в «Пьяную Устрицу». Совсем скоро звонит Лоис, которая уже едет домой. Питер хватается в парк и случайно берет не того ребёнка.
Лоис в шоке: как её муж мог принести в дом чужого ребёнка? К счастью, Стьюи скоро привозят обеспокоенные родители из другой семьи, производя «обмен» детьми. Лоис называет Питера идиотом, но сам Гриффин не согласен с этим. Скоро ему на работе предлагают съездить в командировку в Чикаго, по совету парней, чтобы узнать что-то новое для себя, попутешествовать, Питер соглашается. Выполнив нетрудную работу в городе, у него появляется много свободного времени, которое он использует с пользой: посещает различные музеи.
Вернувшись домой после командировок, Питер заявляет, что отныне он — интеллигент. Скоро из дома пропадает Телевизор, который Питер заменяет книжной полкой. Лоис обеспокоена тем, что её муж стал употреблять много незнакомых и сложных для неё слов, даже Брайан не может ей помочь(он накопил столько со времен "первого случая" когда он стал идиотом). Тогда вместе Лоис и Брайан решают отправить Питера в какой-нибудь захолустный город вроде Тусона. План удается: Питер приезжает обратно в обычной одежде, узнаются его старые шутки.

## Рейтинги
- Рейтинг эпизода составил 2.1 среди возрастной группы 18-49 лет.
- Серию посмотрело порядка 4.39 миллиона человек.
- Эпизод стал самым просматриваемым в эту ночь Animation Domination на FOX, победив по количеству просмотров новые серии «Симпсонов», «Бургеры Боба» и «Американского Папаши!»[1]

## Критика
Критики из A.V. Club дали эпизоду достаточно высокую оценку, B+, давая свой комментарий: «Большая часть второй половины эпизода была смешна, но нельзя забывать, что большинство первой части эпизода строится на ленивых шутках: Питер думал, что автомобиль сможет вместить в себя только одного клоуна и т. д. Такой тип написания сценария хорош для одной-двух вставок в эпизод, но не полностью. (…) Если бы побольше эпизодов были, как показан Чикаго, и поменьше, как показан Тусон.»